# Seafield (Écosse)
Pour les articles homonymes, voir Seafield.
Seafield est un village dans le West Lothian, en Écosse.